# Keukenhof

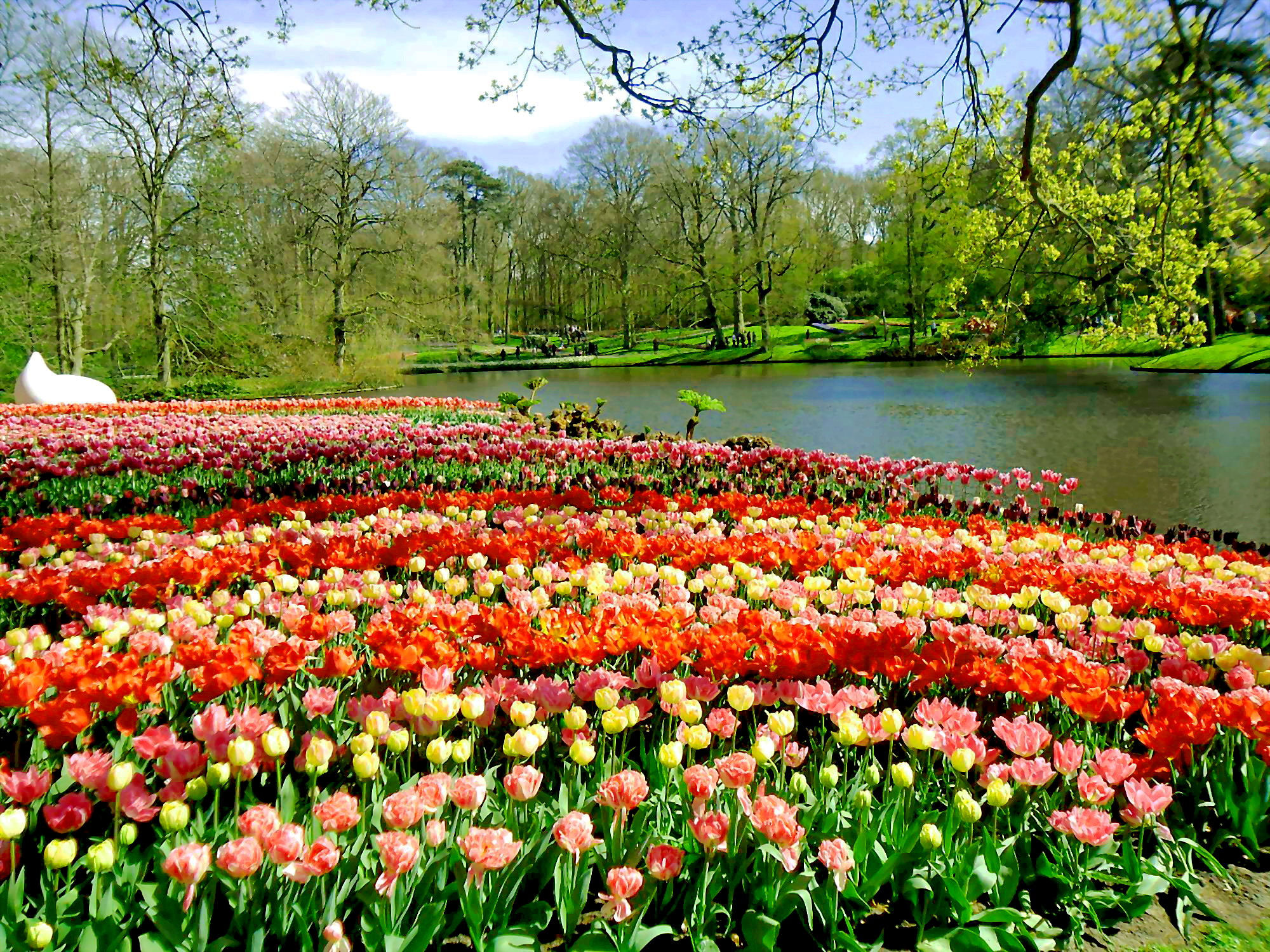
Tulpenbeet im Keukenhof

Der Keukenhof [ˈkøːkə(n)ˌɦɔf] ist eine niederländische Gartenanlage im nördlichen Gemeindegebiet von Lisse in der Provinz Südholland, die vor allem zur Zeit der Tulpenblüte Touristen anzieht.

## Geschichte

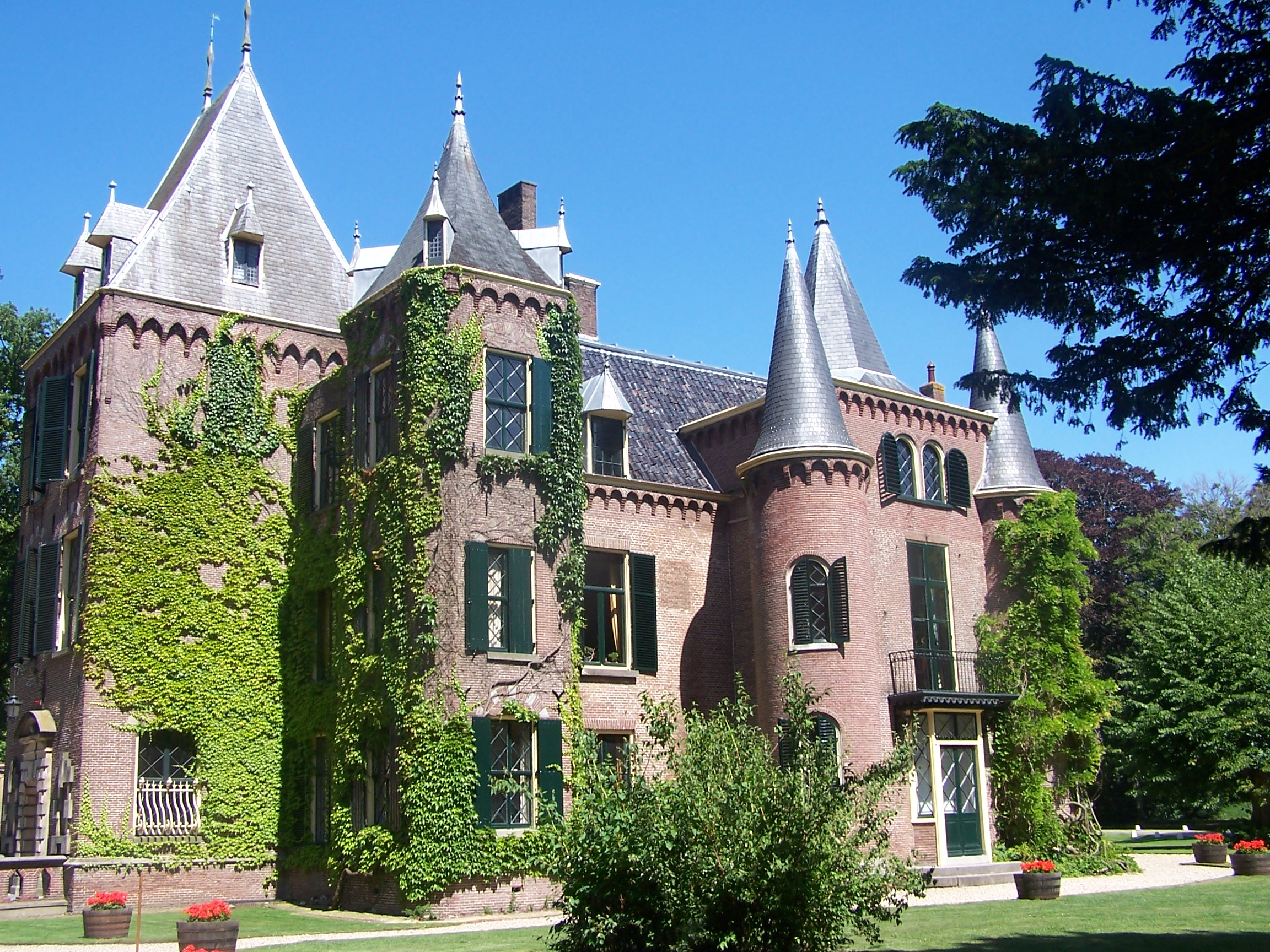
Schloss Keukenhof

Im 15. Jahrhundert war das Gebiet, in dem sich der Keukenhof befindet, noch unberührte Natur und Eigentum von Jakobäa von Bayern. Das Landgut wurde von ihr dafür genutzt, Kräuter für die Schlossküche anzubauen. Daher der Name Keukenhof ‚Küchenhof‘. 1857 erstellte der Landschaftsarchitekt Jan David Zocher zusammen mit seinem Sohn Louis Paul den Gartenplan für das Schloss Keukenhof (erbaut 1642). Der englische Landschaftsgarten, den er damals schuf, bildet noch heute die Grundlage des Parks. Auf Anregung einer Gruppe von Blumenzwiebelzüchtern hin wurde der Keukenhof 1949 als Frühlingsblumenschau eingerichtet, um ihnen Gelegenheit zu geben, ihre Pflanzen vorzustellen. Ab 1959 war der Park auch der Öffentlichkeit zugänglich. 2004 begann die Gartengestalterin Jacqueline van der Kloet damit, so genannte Konfetti-Pflanzungen zu benutzen, um damit die vorher genutzten symmetrischen Pflanzmuster zu durchbrechen.
Im Jahr 2020 blieb der Keukenhof wegen der COVID-19-Pandemie auf Anordnung der niederländischen Regierung geschlossen.

## Beschreibung
Etwa 100 Hoflieferanten sind dafür verantwortlich, dass jedes Jahr wieder Zwiebelblumen – wie beispielsweise Narzissen, Hyazinthen, Kaiserkronen – im Keukenhof zu sehen sind, die in dem sandigen und kalkhaltigen Boden gut gedeihen. Hauptthema sind traditionellerweise Tulpen, von denen jährlich 4.500.000 Zwiebeln in 100 Variationen von Hand gepflanzt werden. Insgesamt werden in den 30 Blumenshows jährlich ca. sieben Millionen Blumenzwiebeln gepflanzt. Der 32 Hektar große Park mit 2.500 Bäumen in 87 Variationen wird von 15 Kilometern Spazierwegen durchzogen und besitzt sieben Inspirationsgärten mit Gartenideen für die Besucher. Darüber hinaus ist der Keukenhof mit 150 Werken von 50 Künstlern auch ein großer Skulpturenpark.
Die Hauptblütezeit ist abhängig von den jeweiligen Witterungsbedingungen. Sie liegt in der Regel in der Mitte des Monats April. In den acht Wochen Öffnungszeit pro Jahr besuchen nach Angaben des Keukenhofs etwa 1,4 Millionen Menschen den Keukenhof, von denen ca. 80 % aus dem Ausland kommen.
In den Pavillons des Keukenhofs werden Blumenzwiebeln und Topfpflanzen präsentiert. Ein jede Woche wechselndes buntes Schauspiel wird im Oranje Nassau Pavillon gezeigt. Orchideen und Anthurien werden acht Wochen lang im Beatrix Pavillon ausgestellt. Im Willem-Alexander Pavillon werden Tulpen gezeigt und in den letzten zwölf Tagen findet dort eine große Lilienausstellung statt.

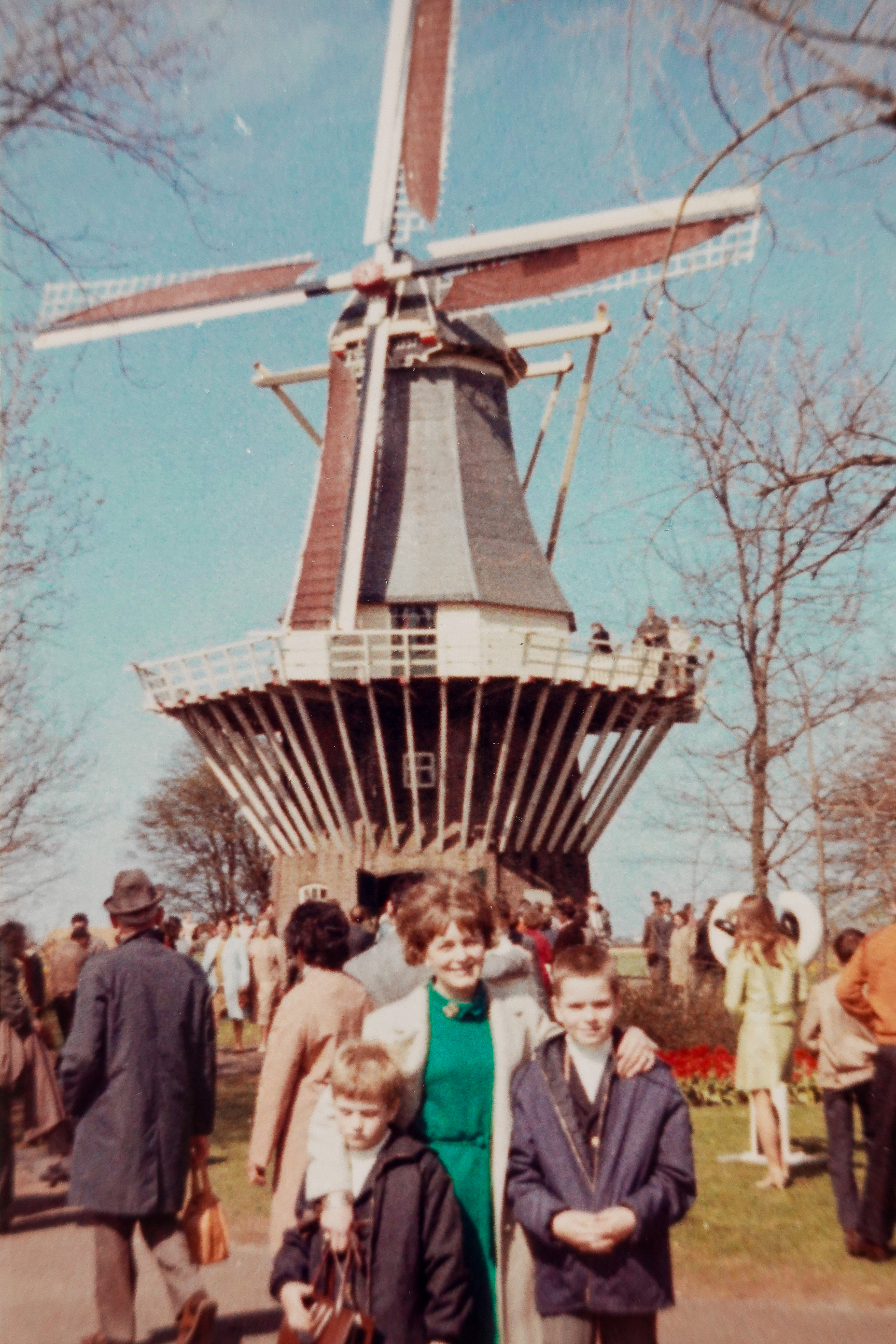
Historisches Foto der Windmühle Keukenhof von 1969.

Angebote für Kinder beinhalten Schnitzeljagden, einen Streichelzoo, ein Labyrinth und einen Spielplatz.

## Themenjahre
- 2009: USA, New Amsterdam – New York, 400 (anlässlich der Entdeckungsreise von Henry Hudson im Jahr 1609)
- 2010: From Russia with Love
- 2011: Deutschland – Land der Dichter und Denker
- 2012: Polen – Das Herz Europas
- 2013: Vereinigtes Königreich – Land der wunderschönen Gärten
- 2014: Holland
- 2015: Vincent van Gogh (anlässlich des 125. Todestages)
- 2016: Das goldene Zeitalter – Vom goldenen Zeitalter zur goldenen Zukunft
- 2017: Dutch Design
- 2018: Blumenromantik
- 2019: Flower Power[7]
- 2022: Blumen-Klassiker[8]
- 2023: Freiheit[9]